# 공막염
공막염(鞏膜炎, Scleritis)은 눈의 공막에 영향을 미치는 심각한 염증의 하나이다. 공막염은 결합조직병 발생 시 나타나는 최초의 증상일 수 있다.

## 분류
공막염은 전부공막염과 후부공막염으로 나눌 수 있다.